# Ногич, Инела
Инела Ногич (босн. Inela Nogić), урождённая Дуракович (босн. Duraković, род. в 1976, Сараево) — боснийская модель, победительница конкурса «Мисс Сараево» 1993 года.

## Биография
Конкурс, получивший официальное название «Мисс Осаждённое Сараево», проходил в субботу, 29 мая 1993 года, в подвале Культурного центра Сараево (из-за опасности снайперского огня), на втором году осады города. В нём приняли участие 16 подростков. Мероприятие представляло собой антивоенный митинг, часть серии мероприятий, организованных гражданами Боснии и Герцеговины, демонстрирующих своё сопротивление войне. За выборами Мисс наблюдали 52 журналиста, 23 телевизионных съёмочных группы и 41 фотожурналист — в основном из-за рубежа. После его завершения все кандидаты, что было запечатлено на любительской видеозаписи, держали в руках транспарант с надписью: «DON'T LET THEM KILL US» (Не дай им убить нас), а победительница на вопрос о планах на будущее ответила: «У меня нет планов, я могу умереть завтра». Событие увековечил американский журналист Билл Картер, приехавший в Боснию и Герцеговину с гуманитарной миссией, а заодно снимавший любительские фильмы на ручную видеокамеру. На основе записанного в то время материала он в 1995 году снял 33-минутный документальный фильм под названием «Мисс Сараево», прославивший конкурс красоты 1993 года на весь мир.
Боно, очарованный историей Инелы Ногич и избрания мисс во время обстрела города, написал песню под названием «Miss Sarajevo», которую U2 исполнили с продюсером Брайаном Ино под лозунгом «Пассажиры» при участии Лучано Паваротти. Фотография Инелы Ногич, сделанная в то время, была помещена на обложку сингла.
После окончания войны в Боснии и Герцеговине Ногич пригласили на концерт U2 (первой иностранной музыкальной группы, выступившей в Сараево после окончания осады), организованный 23 сентября 1997 года на Олимпийском стадионе Кошево в рамках PopMart Tour.

## Личная жизнь
Инела Ногич родом из района Добрыня в юго-западной части Сараево, прозванного «Маленькой Хиросимой» из-за значительных военных повреждений. Она боснийская мусульманка (относится к славянам-мусульманам). Её отец был архитектором, а мать Изет — секретарём. За три недели до конкурса красоты она отпраздновала своё 17-летие. Её история породила городскую легенду, согласно которой она была убита сербским снайпером после победоносных выборов Мисс. В 1995 году она вышла замуж за голландского фоторепортёра Марко, который был на 11 лет старше её, с ним она переехала в Нидерланды в апреле 1994 года. Пара развелась после шести лет брака. В 1994–1999 годах она работала моделью в Париже и Амстердаме, а затем начала свою профессиональную карьеру в области графического дизайна. В 2000 году она вернулась в Сараево, а в 2002 году вернулась в Нидерланды. Работала топографом, затем графическим дизайнером. Со вторым мужем — Нермином (вышла замуж в 2013 году) — тренером по фитнесу, боснийцем из Сараево — у неё есть близнецы — сын Мак и дочь Мия (2003 года рождения). Инела живёт и работает в Амстердаме.